# Basílica de Santa María de los Ángeles (Geelong)
La Basílica Menor de Santa María de los Ángeles (en inglés St. Mary of the Angels Minor Basilica), originalmente Iglesia de Santa María de los Ángeles (St. Mary of the Angels Church) es una iglesia católica australiana localizada en Geelong (Victoria) que alcanzó el rango de basílica menor el 9 de junio de 2004, convirtiéndose en la quinta iglesia de su país en lograrlo.

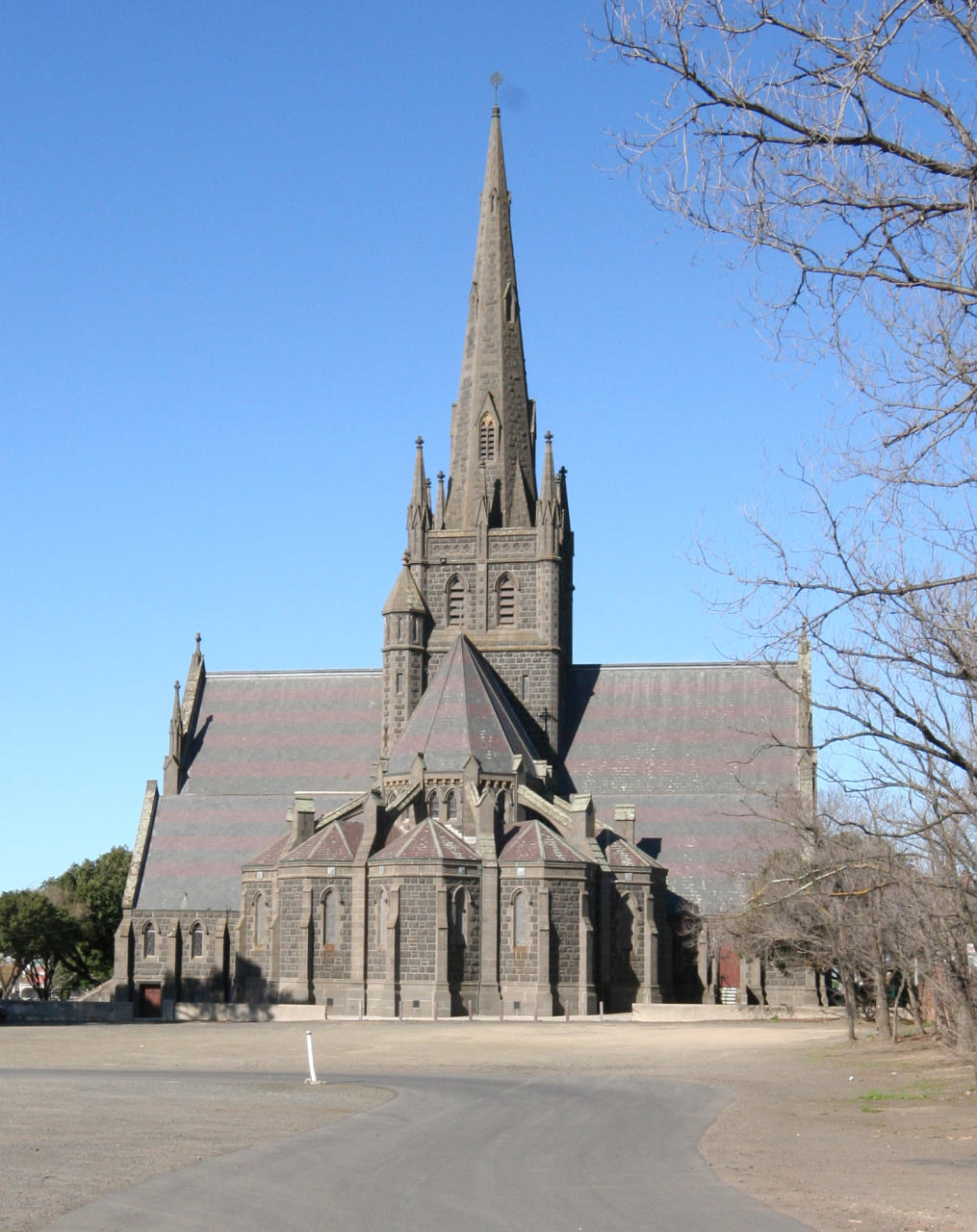
Aspecto trasero de la basílica.

El templo actual fue construido en estilo gótico entre 1872 y 1937.